# 李健雨
李 健雨（イ・コヌ、이 건우、1952年 - 2008年8月5日）は、在日韓国人二世。民主化運動家。在日韓国人の本国参政権獲得に尽力し、これを獲得した（2012年の大統領選・総選挙から）。

## 来歴
本籍は忠清南道礼山郡。日本の兵庫県三田市出身。
1975年、高麗大学法学科卒業。在学中、1971年、1973年、1975年に自衛隊の訪韓に反対するビラの配布、デモ関連、校内地下誌「民友紙」（민우지）、「野生花」（야생화）」事件、間諜等の嫌疑で、国軍保安司令部、警察情報課、韓国中央情報部（KCIA）に拘束された。1972年に第1回在日韓国人大講演会を開催。
1982年、朝鮮通信使慰霊祭を実施。1990年、「アジア・ジャーナル」を発足。1994年、子供への民族差別に対して、在日本大韓民国民団と在日本朝鮮人総連合会初の共同の地域人権運動を展開した。1995年、外国人教育基本方針策定委員。
1995年から在日韓国人の本国参政権獲得運動を展開し、2007年に韓国憲法裁判所から在日韓国人に参政権を認めないのは憲法不合致であるとの判決を獲得した。
2008年8月5日、胃癌のため死去。葬儀は大阪市生野区で行われた。

## 著作

### 訳書
- 金浩鎮 『韓国政治の研究』（1993年）
- きたざわようこ 『顔のない国際機関IMF世界銀行』（1998年）